# Cinta peniana

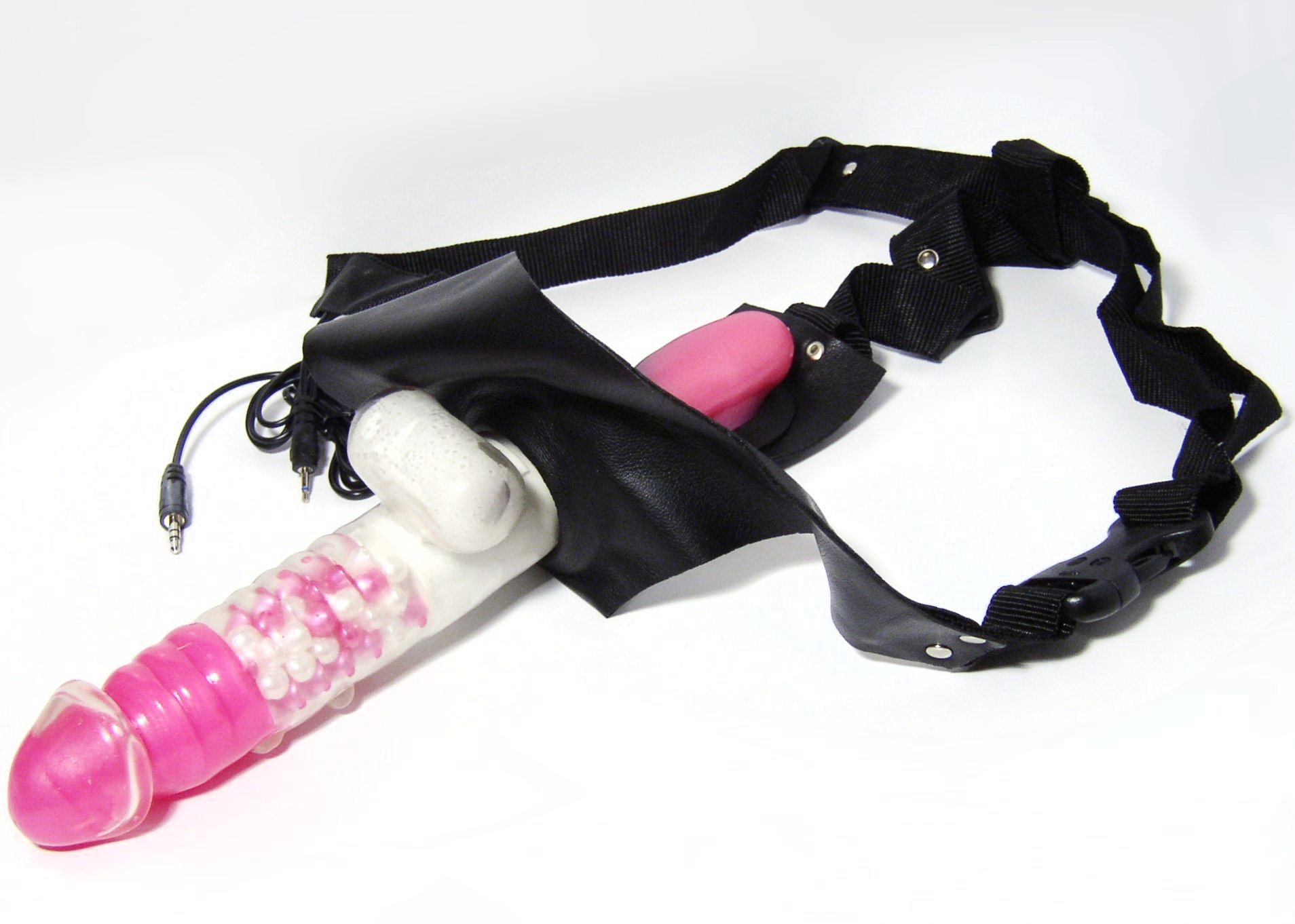
Exemplo de cinta peniana.

Cinta peniana ou cinta-caralho, popularmente também apelidada de cintaralho, é um dildo desenvolvido para ser amarrado ao quadril, na ausência de um pénis, para que possa penetrar outra pessoa com a cintura. As cintas e os dildos são feitos em uma ampla variedade de estilos e com diversos recursos visando facilitar a estimulação de quem o usa.
Geralmente também possui uma saliência que penetra na vagina ou massageia o clitóris de quem penetra para que também tenha estimulação sexual no acto. A cinta peniana pode ser usada para uma variedade de atividades sexuais, incluindo sexo vaginal, anal ou oral, ou masturbação.
O seu uso mais comum é no sexo entre mulheres, mas também é utilizado, por exemplo, na prática chamada pegging, onde um homem possuí o papel passivo e a mulher o ativo sobre esse.

Lubrificantes podem ser usados para facilitar a penetração, tendo em conta a falta de lubrificação natural para o falo. A cinta-caralho pode ser usada por pessoas de qualquer sexo ou gênero e orientação sexual.